# Juan Carlos Cremata
Juan Carlos Cremata Malberti (La Habana, Cuba, 18 de noviembre de 1961) es un director de cine, director de teatro y guionista cubano. Se graduó en 1986 de Teatrología y Dramaturgia, en el Instituto Superior de Arte (ISA) de La Habana, posteriormente cursó estudios en la Escuela Internacional de Cine de San Antonio de los Baños graduándose en 1990. Fue profesor de montaje cinematográfico en la Universidad de Buenos Aires y de dirección cinematográfica en el Centro de Experimentación en Cine y Video de Buenos Aires.
Su debut como director de largometrajes se produce en 2001 con Nada, primera película de una trilogía que nunca llegaría a completarse por falta de presupuesto. Su siguiente filme, Viva Cuba, fue merecedora de más de 30 premios, tanto nacionales como internacionales, entre ellos el “Grand Prix Écrans Juniors” en el Festival Internacional de Cine de Cannes en el 2005. Más adelante realizós las adaptaciones cinematográficas de las obras de teatro, El Premio Flaco, Chamaco, y Contigo Pan y Cebolla. Reside en Estados Unidos desde 2016.

## Filmografía
- Diana (1988) – Documental, 16 minutos
- Oscuros rinocerontes enjaulados (muy a la moda) (1990) – Ficción, 16 minutos
- Nada (2001) – Ficción, 92 minutos
- Viva Cuba (2005) – Ficción, 80 minutos
- El premio flaco (2009) - Ficción, 104 minutos
- Chamaco (2010), Ficción, 90 minutos
- Contigo, pan y cebolla (2012)- Ficción

## Premios
Los primeros filmes de Cremata han recibido numerosos premios en distintos festivales.

### Oscuros rinocerontes enjaulados (muy a la moda)
- Gran Premio Einsestein en el Festival Internacional de Cine de Wilhelmshaven, Alemania, 1992.
- Archivado en el Museo de Arte Moderno de Nueva York (MOMA), 1996.

### Nada
- Premio Coral de Ópera Prima, XXIII Festival Internacional del Nuevo Cine Latinoamericano, La Habana, Cuba, 2001.
- Premio al Mejor Largometraje de Ficción, Festival Internacional de Miami, Estados Unidos, 2003.
- Premio mejor Ópera Prima en el 14 Cinemafest San Juan, Puerto Rico.

### Viva Cuba
Fue galardonada con más de 30 premios entre los que se destacan:
- Grand Prix Écrans Juniors, Festival de Cannes, 2005.
- Premio al Mejor Filme en el Festival Internacional de Cine de Wurzburg, Alemania, 2006.
- Premio al Mejor Filme en la 6.ª edición del Internacional Kinder Film Festival de Bremen y Hannover, Alemania, 2006.
- Gran Prix del Festival de Juniors. Festival de Mureaux, París. Francia, 2007.